# Jaloezie (gevoel)

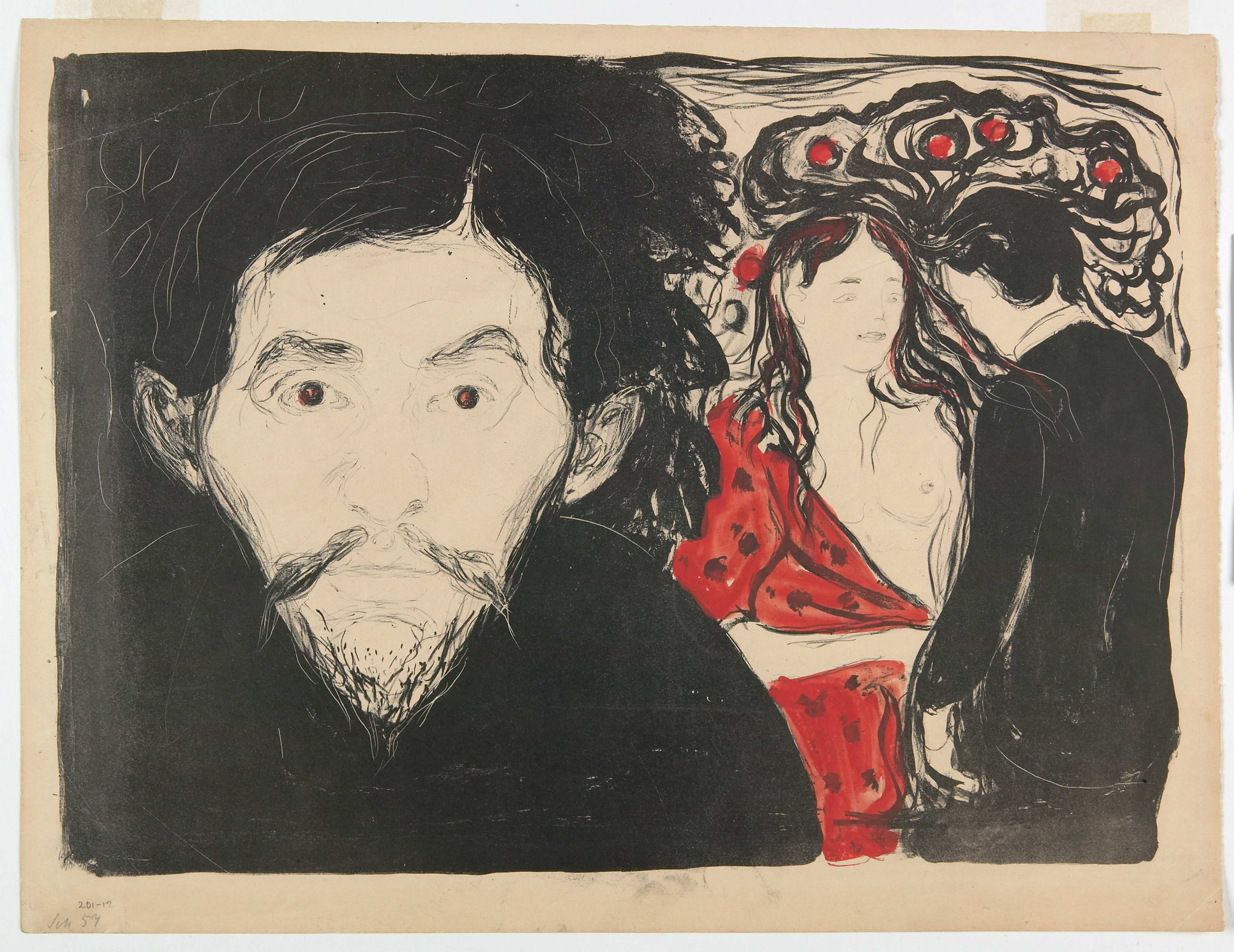
Jaloezie, Edvard Munch

Jaloezie of ijverzucht (ook: jaloersheid of nijd) is een gemoedstoestand of emotie waarbij men datgene wenst te krijgen wat een ander reeds heeft gekregen, of wenst dat de ander
datgene niet had. Dit kan zowel om materie, eigenschappen als om relaties gaan. Het gevoel is gerelateerd aan afgunst maar is niet synoniem daaraan (zie onder). Minnenijd is jaloezie uit liefde.
Iemand anders heeft iets dat de jaloerse persoon belangrijk vindt om te hebben. Als de ander gezien wordt als gelijkwaardig zal de jaloezie erger zijn, omdat de jaloerse persoon aanneemt dat hij of zij de gewilde zaak net zo goed zelf had kunnen hebben.
Bij een acute aanval van jaloezie ervaart men veel lichamelijke symptomen. Spierspanning, rillingen en duizeligheid kunnen uren aanhouden en verdwijnen dan langzaam weer. Er zijn ook gevallen bekend waarbij iemand een moord pleegt vanwege jaloezie. Dit kan ook zo zijn bij een passionele moord.

## Verschil met afgunst

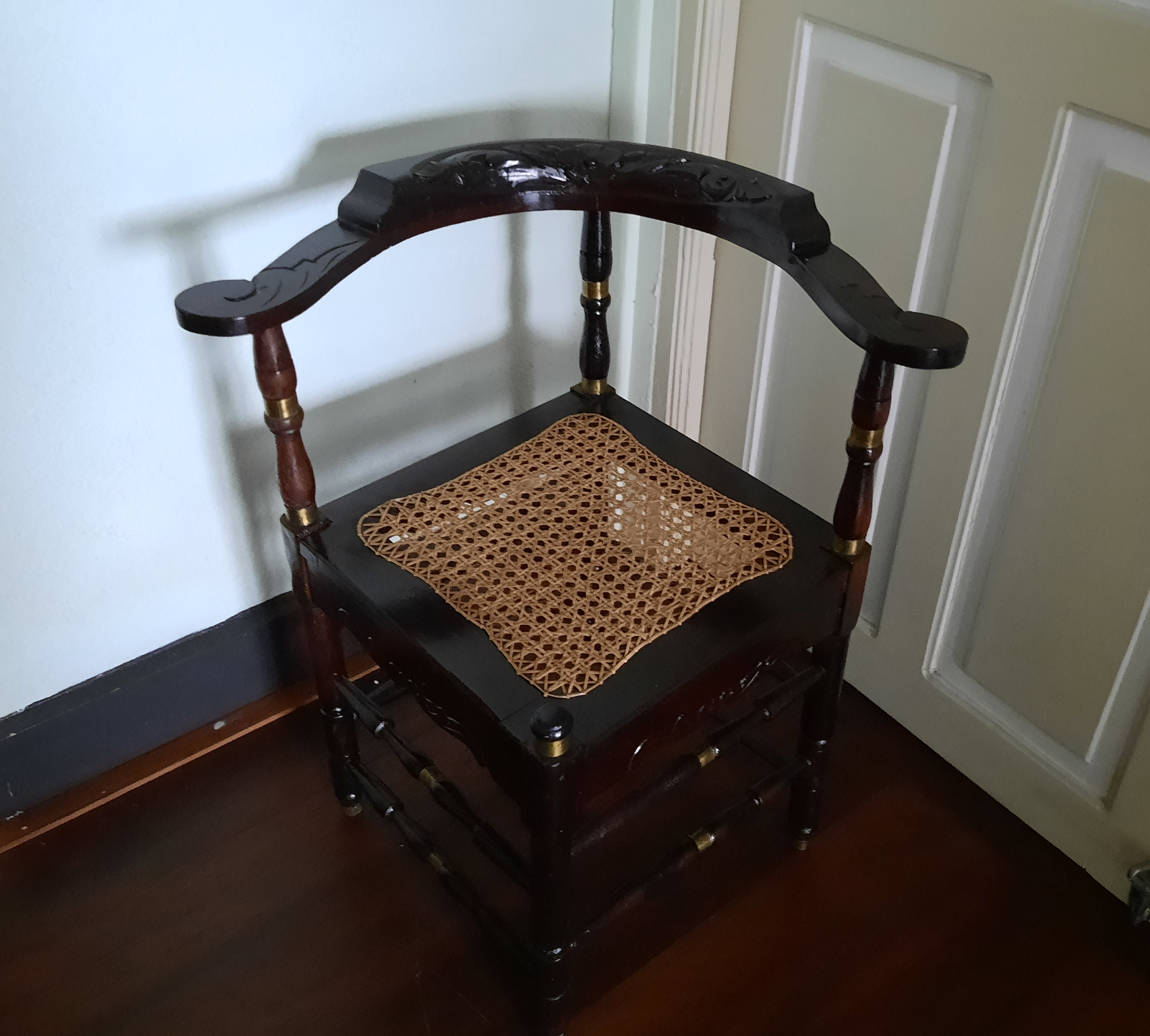
De jaloerse stoel als geschenk in Suriname na overspel

Jaloezie is nauw verwant aan afgunst en deze woorden worden vaak als synoniemen beschouwd. Er zijn echter enkele verschillen.
- Bij jaloezie wil men zelf bezitten wat een ander bezit.
- Bij afgunst wil men niet dat de ander iets bezit en is men soms zelfs bereid zelf schade te lijden om de ander zijn bezit te kunnen ontnemen.

Door afgunst kan het zelfs voorkomen dat men het eigendom van een ander vernielt. De afgunstige heeft daardoor de voldoening dat de ander niet meer heeft dan hijzelf, maar zelf wordt hij er niet beter van. Een tragisch voorbeeld daarvan is het geval van de gescheiden vader die zijn kinderen doodt omdat hij niet kan accepteren dat ze aan de moeder zijn toegewezen.
Bertrand Russell zei dat afgunst een van de machtigste oorzaken van verdriet is. Het is een universeel en ongelukkig aspect van de mensheid, want niet alleen is de afgunstige persoon ongelukkig door deze emotie, hij of zij wenst ook een ander ongeluk toe. Russell geloofde ook dat afgunst de drijvende kracht achter de beweging naar democratie is, en doorstaan moet worden om een rechtvaardiger sociaal systeem te creëren. Andere filosofen zoals Aristoteles, Thomas van Aquino, Roger Bacon en Jean-Jacques Rousseau hebben er ook over geschreven. Bacon vergelijkt afgunst in zijn essay 'Envy' met hekserij. Michel de Montaigne behandelt jaloezie in zijn Essais als een 'verwoestende kracht in het leven van een vrouw'.
Afgunst is vaak ook gerelateerd aan leedvermaak, dat is plezier in het ongeluk van anderen.
Verwant met de afgunst is naijver. Hierbij gaat het om de rol die men zou willen spelen voor een ander of ook wel voor anderen, de betekenis die men voor hen als voorwerp van liefde en verering zou willen hebben, maar die aan een ander toevalt. Hierbij spelen motieven van erkenningsdrang mee.

## In de filosofie
Aristoteles definieerde in zijn Retorica jaloezie als pijn, veroorzaakt door het geluk van anderen Een andere definitie kwam van Kant, hij zag jaloezie als “een onwil ons eigen welbevinden overschaduwd te zien worden door het welbevinden van anderen, omdat de standaard die we gebruiken om ons welbevinden aan af te meten niet intrinsiek is aan ons eigen gevoel, maar aan hoe het vergelijkt met wat we zien van anderen” (Uit Die Metaphysik der Sitten, 1797).

## In kunst en cultuur

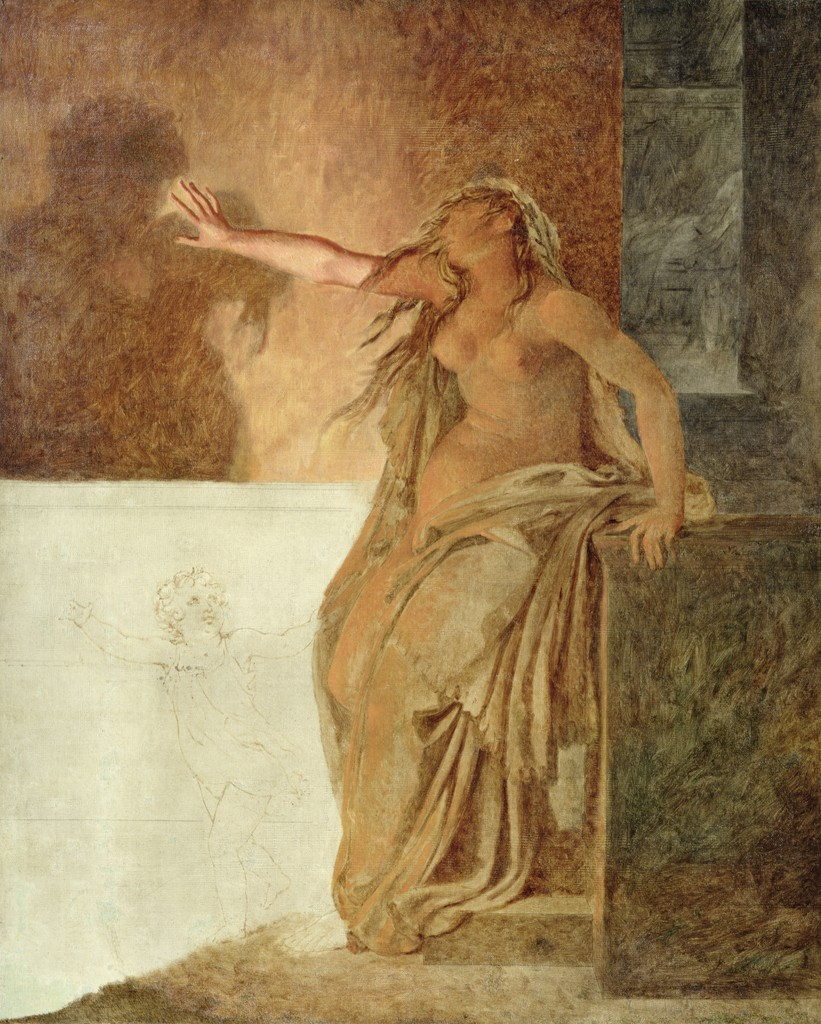
Pierre-Narcisse Guérin La Jalousie (De Jaloersheid)

Jaloezie wordt geassocieerd met de kleur groen, zoals in de uitdrukking groen zien van jaloezie. Jaloezie wordt ook gezien als een monster met groene ogen. Dat is gebaseerd op Shakespeares Othello. Jaloezie is een van de heftigste menselijke emoties en staat bekend om de hoeveelheid controle die de emotie op het gedrag van mensen kan uitoefenen. Intense jaloezie wordt meestal gevolgd door boosheid, die dan omgezet wordt naar agressie. Het meest voorkomende voorbeeld hiervan zijn verhalen waarin een geheime liefde ontdekt wordt, wat leidt tot verdriet, jaloezie, boosheid en uiteindelijk agressie.

## In religie
In het christendom is jaloezie een van de zeven hoofdzonden, namelijk Invidia. Het boek Exodus zegt in de tien geboden: "Zet uw zinnen niet op het huis van een ander, en evenmin op zijn vrouw, op zijn slaaf, zijn slavin, zijn rund of zijn ezel, of wat hem ook maar toebehoort".
In het boeddhisme is de derde van de vier verheven geestestoestanden Mudita: de altruïstische vreugde in de daden en acties van anderen. Dit wordt gezien als de tegenhanger van jaloezie.